# Keith Almgren
Keith Almgren er en psedonym for Gunnar Almgren (født Almgren-Johansson 8. november 1957 i Järfälla, Sverige som svensk sangskriver. Mest kendt for sit arbejde i forbindelse med svenske danseband og det svenske Melodi Grand Prix.
1986 kom det store gennembrud med sangene "ABC", og "Jeg har en drøm" i det svenske Melodi Grand Prix.
Almgren skrev sang til Colin Nutleys film Black Jack.

## Sange på dansk
- "Barndomshjemmets dage"
- "Bare dig i mine tanker"
- "Danse hele natten"
- "Den gamle vagabond"
- "Dig og ingen anden"
- "Dig vil jeg elske" – Lasse Stefanz (på dansk)
- "Du er stjernerne"
- "Endnu en dag"
- "Gi´ mig sol, gi´ mig hav" – Kandis
- "I thank my lucky stars" – Johnny Hansen
- "Jeg har en drøm" ("Jag gar en drøm") – Bjørn Tidmand
- "Jeg har en drøm" – Carsten Bo
- "Jeg vil give dig en rose" – Vikingarna (på dansk), Jodle Birge
- "Høstens første dag"
- "Lige børn leger bedst"
- "Lige netop den sang"
- "Manden på bænken" – Vikingarna (på dansk), Jodle Birge
- "Mod nye mål"
- "Over sø og land" – Kim & Hallo
- "På stillere vann"
- "Stop en gang" – Kim & Hallo
- "Tilbage til barndomsjemmet"
- "Tre tændte lys"
- "Vi går sammen gennem livet2 – Richard Ragnvald
- "Åh Paulina"